# Sycewice
Sycewice (kaszb. Sëcewice, niem. Zitzewitz) – wieś w Polsce położona w województwie pomorskim, w powiecie słupskim, w gminie Kobylnica na trasie linii kolejowej 202 Stargard-Słupsk-Gdańsk (stacja Sycewice) i przy drodze krajowej nr .
W latach 1975–1998 miejscowość administracyjnie należała do województwa słupskiego.
Przed II wojną światową w Sycewicach istniał pałac von Zitzewitzów. Został zburzony przez Armię Czerwoną pod koniec wojny.
W miejscowości działało Państwowe Gospodarstwo Rolne Sycewice, w latach 70. XX wieku wzniesiono m.in. oborę na 1000 krów ze szwedzkimi urządzeniami udojowymi.

## Nazwa
Nazwa miejscowości, wzmiankowana po raz pierwszy w formie Sitsouits w 1345, ma genezę słowiańską i charakter patronimiczny. Z powodu mnogości możliwych odczytów podstawy słowotwórczej na temat tej nazwy wysunięto następujące hipotezy etymologiczne:
- nazwa wyprowadzona od nazwy osobowej Syc ║ Szyc przy pomocy formantu -ewice[6],
- nazwa wyprowadzona od nazwy osobowej Cieć przy pomocy formantu -ewice[7].

Niemiecka nazwa Zitzewitz stanowi adaptację fonetyczną pierwotnej nazwy słowiańskiej.
Rada Języka Kaszubskiego proponuje kaszubską formę nazwy Sëcewice.

## Zabytki
- cmentarze w Sycewicach[9]